# Verfahrensmechaniker für Brillenoptik
Der Verfahrensmechaniker für Brillenoptik ist in Deutschland seit 2002 ein staatlich anerkannter Ausbildungsberuf nach Berufsbildungsgesetz.

## Ausbildungsdauer und Struktur
Die Ausbildungsdauer zum Verfahrensmechaniker für Brillenoptik beträgt in der Regel drei Jahre. Die Ausbildung erfolgt an den Lernorten Betrieb und Berufsschule.

## Entstehungsgeschichte
Der Beruf basiert aus den Ausbildungsvorschriften für den Brillenoptikschleifer aus dem Jahr 1937. Der technologische Fortschritt, insbesondere die Herstellung von Brillengläsern aus Kunststoff, war in diesem Berufsbild nicht enthalten. Durch die Änderung der Berufsbezeichnung in „Verfahrensmechaniker für…“ sollte weiterhin deutlich werden, dass die Gläser zunehmend automatisiert hergestellt werden.

## Arbeitsgebiete
Verfahrensmechaniker für Brillenoptik stellen hochwertige Brillengläser aus Glas und Kunststoff her. Sie arbeiten eng mit Augenoptikern zusammen und gewährleisten, dass die Anforderungen des Medizinproduktegesetzes (MPG) erfüllt werden. Die Fertigung der Brillengläser erfolgt an halb- und vollautomatischen Maschinen, die von den Verfahrensmechanikern kontrolliert und überwacht werden. Anschließend werden die Produkte umfassend vermessen, geprüft und kontrolliert. Weiterhin veredeln und reinigen sie optische Oberflächen.

## Berufsschule
In Deutschland gibt es für diesen Ausbildungsberuf zwei Berufsschulen:
- Staatliche Berufsschule für Glasberufe in Zwiesel[3] und
- Oberstufenzentrum Havelland in Rathenow.[4]